# 하인리히 폰 가게른 남작

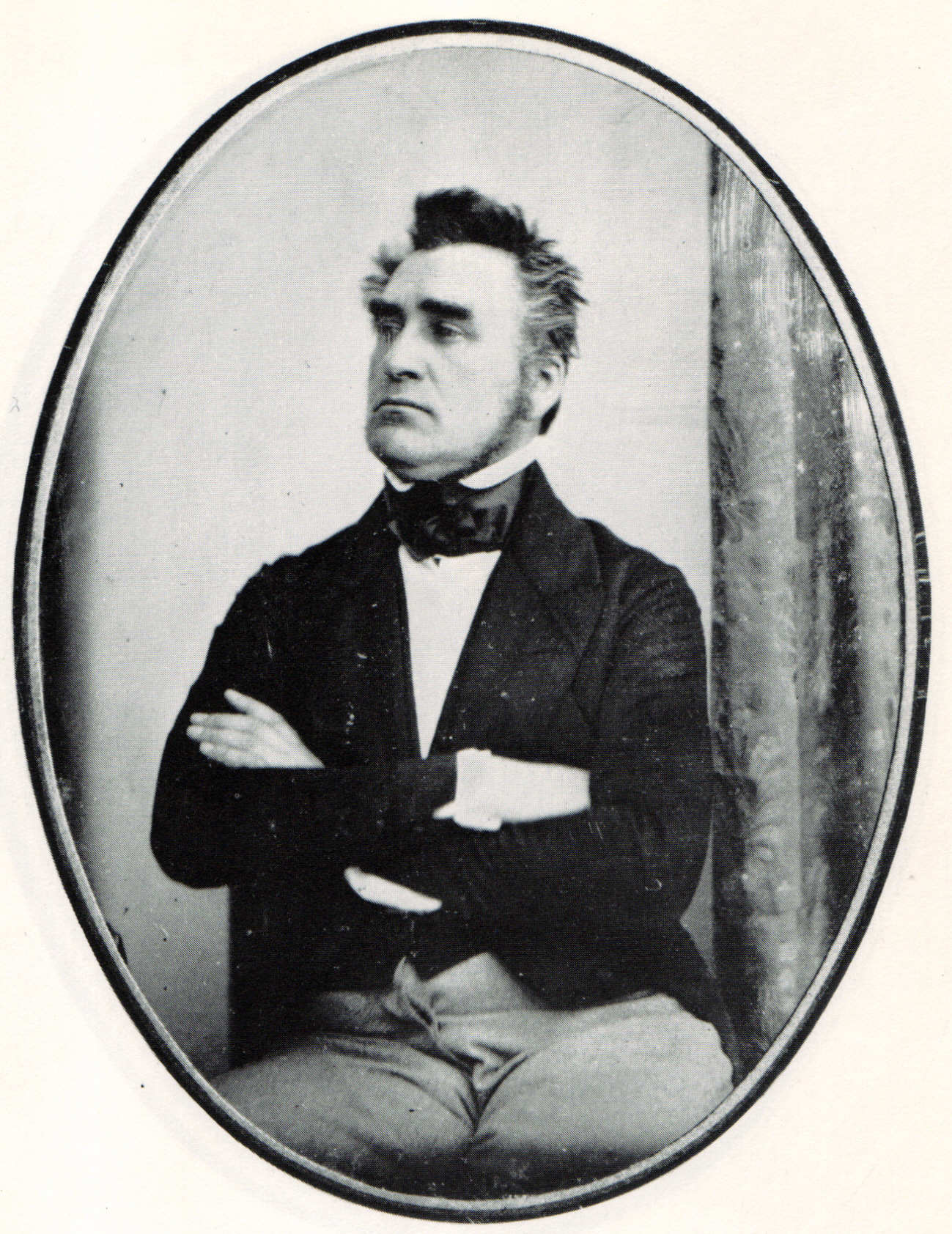
야코프 자이프(Jacob Seib)가 찍은 가게른의 사진. 1848년

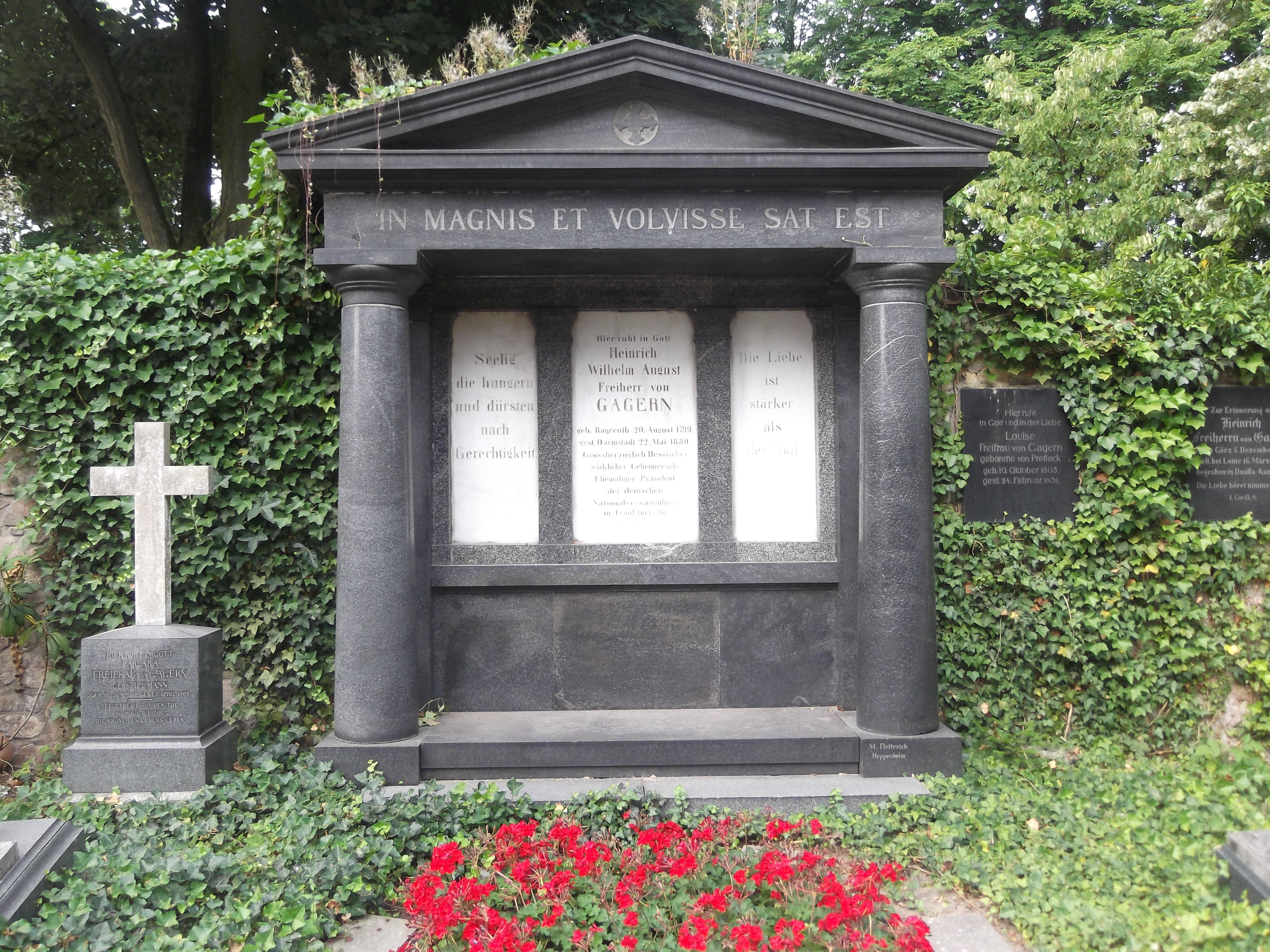
다름슈타트에 있는 가게른의 묘비

하인리히 빌헬름 아우구스트 폰 가게른 남작(Heinrich Wilhelm August Freiherr von Gagern, 1799년 8월 20일 ~ 1880년 5월 22일)은 독일 3월 혁명 시기 활동했던 자유주의 성향의 독일 정치가이다.

## 생애
한스 크리스토프 에른스트 프라이헤어 폰 가게른(Hans Christoph Ernst Freiherr von Gagern)의 여섯 아들 중 셋째로 바이로이트에서 태어났다. 바일부르크의 필리프피눔 김나지움(Gymnasium Philippinum)을 졸업하고 아비투어를 본 뒤, 뮌헨의 사관학교를 들어가 1814년에는 나사우 공국의 군인으로 입대해 워털루에서 싸웠다. 군 복무 후에는 하이델베르크 대학교(Ruprecht-Karls-Universität Heidelberg), 괴팅겐 대학교, 예나 대학교, 제네바 대학교에서 법학을 공부했다. 1828년 9월 28일 다름슈타트에서 루이제 프라인 폰 프레트라크(Luise Freiin von Pretlack)와 혼인했으나, 그녀는 결혼식 약 2년 반 후에 죽었다.
1848년 독일 혁명기에 독일 통일을 위해 활동하였으며, 프랑크푸르트 국민의회에서 초대 선출 회장으로 뽑혔다. 1880년 다름슈타트에서 죽었다.